# Chiva (kommunhuvudort)
Chiva är en kommunhuvudort i Spanien.   Den ligger i provinsen Província de València och regionen Valencia, i den östra delen av landet, 280 km öster om huvudstaden Madrid. Chiva ligger 337 meter över havet och antalet invånare är 14 167.
Terrängen runt Chiva är platt österut, men västerut är den kuperad. Terrängen runt Chiva sluttar österut. Runt Chiva är det ganska tätbefolkat, med 60 invånare per kvadratkilometer. Närmaste större samhälle är Ribarroja, 15,3 km nordost om Chiva. Trakten runt Chiva består till största delen av jordbruksmark.